# Kenyavelleda jirouxi
Kenyavelleda jirouxi là một loài bọ cánh cứng trong họ Cerambycidae.